# Lederblättrige Rose

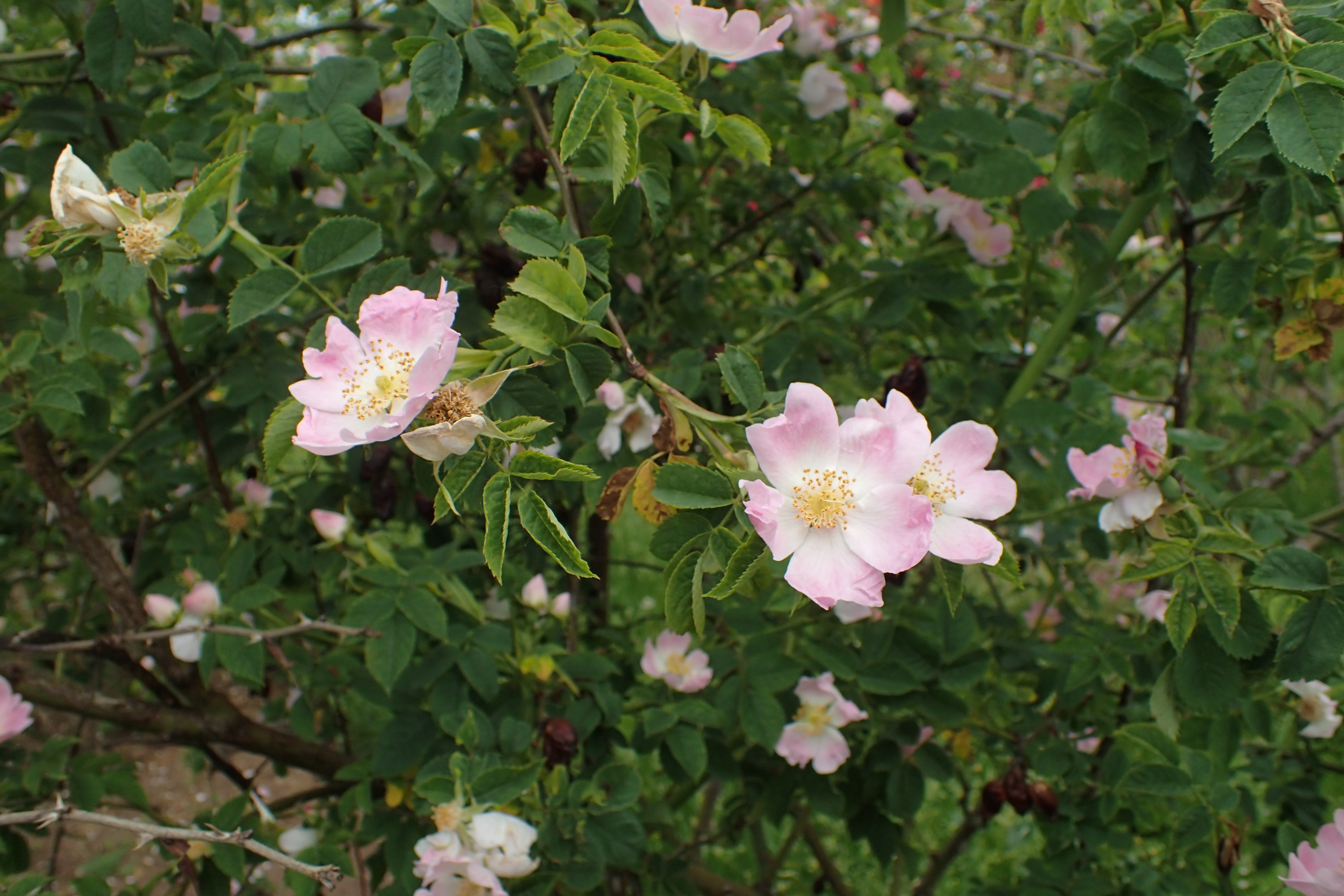
Rosa caesia var deludens

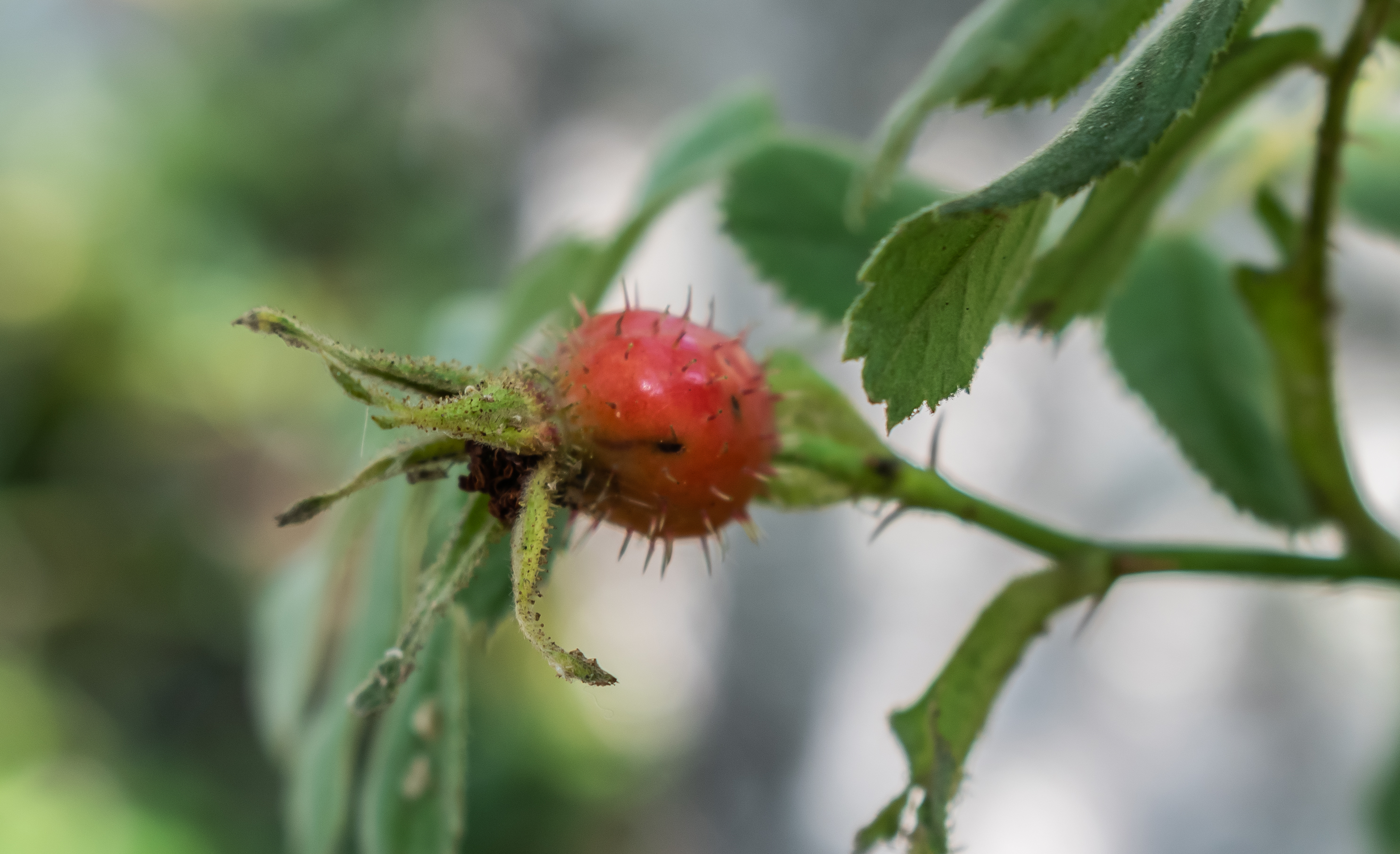
Hagebutte der Rosa caesia

Die Lederblättrige Rose (Rosa caesia), oder Lederblatt-Rose, Leder-Rose, Graugrüne Rose oder Blaugrüne Rose genannt, ist eine Pflanzenart aus der Gattung Rosen (Rosa) innerhalb der Familie der Rosengewächse (Rosaceae). Sie ist in Europa weit verbreitet.

## Beschreibung

### Erscheinungsbild und Blatt
Die Lederblättrige Rose wächst als sommergrüner, dicht verzweigter Strauch, der Wuchshöhen von bis zu 1,5 Metern erreicht. Die Rinde der Zweige ist grün und oft bläulich bereift. Die Stacheln sind hakig gekrümmt.
Die wechselständig angeordneten Laubblätter sind in Blattstiel und Blattspreite gegliedert. Der Blattstiel ist filzig, aber nicht drüsig behaart. Die derbe Blattspreite ist unpaarig gefiedert mit fünf oder sieben Fiederblättchen. Die Blattspindel ist flaumig bis filzig behaart. Die Fiederblättchen sind bei einer Länge von 2 bis 4 Zentimetern länglich bis breit-eiförmig mit keilförmiger Basis. Die ziemlich steifen Fiederblättchen sind meist einfach und drüsig gesägt, im Frühjahr blau-grün schimmernd, die Behaarung nimmt oberseits während des Sommers ab, unterseits bleibt sie wenigstens auf den Nerven bestehen.

### Blüte und Frucht
Die Blütezeit reicht von Juni bis Juli. Die Blüten stehen einzeln oder zu mehreren. Die relativ großen Tragblätter umhüllen die mit 2 bis 15 Millimetern relativ kurzen, kahlen sowie unbewehrten Blütenstiele und hüllen die Blütenknospen mehr oder weniger ein.
Die zwittrigen Blüten sind radiärsymmetrisch und fünfzählig mit doppelter Blütenhülle. Die fünf Kelchblätter sind groß, gefiedert, meist grauhaarig, nach der Anthese aufrecht, bleibend und meist einen langen Schopf bildend. Die fünf Kronblätter sind kräftig rosafarben bis rot und werden im Verblühen heller. Die freien, wollig behaarten Griffel sind kurz und der Griffelkanal weist einen Durchmesser von 1,2 bis 2,5 Millimetern auf.
Die sehr kurzen Fruchtstiele besitzen keine Drüsen. Die bei Reife rote Hagebutte ist bei einer Länge von bis zu 2,5 Zentimetern kugelig bis eiförmig. Die Hagebutte ist von den abstehenden, haltbaren Kelchblättern gekrönt.

### Chromosomensatz
Die Chromosomengrundzahl beträgt x = 7; es wurden unterschiedliche Ploidiegrade festgestellt und 2n = 14, 35 und 42 ermittelt.

## Verwechslungsmöglichkeiten mit ähnlichen Arten
Bei der Lederblättrigen Rose sind wie bei den Filzrosen-Arten (beispielsweise Apfelrose) die Laubblätter beiderseits behaart, aber bei dieser Art später verkahlend. Aber bei den Filzrosen-Arten sind die Stacheln an den Sprossachsen wenig gekrümmt bis gerade und die Früchte stachelig.

## Ökologie
Bei der Lederblättrigen Rose handelt es sich um einen Nanophanerophyten. Die Lederblättrige Rose ist eine Lichtholzart und ein Tiefwurzler.
Blütenökologisch handelt es sich um Pollenblumen, es wird also reichlich Pollen zur Anlockung der Bestäuber angeboten. Die Bestäubung erfolgt durch Insekten (typische Bestäuber sind kurzrüsselige Bienen, Schwebfliegen (Syrphidae), Käfer, Fliegen) oder Selbstbestäubung. Die Lederblättrige Rose ist selbstkompatibel, eine Selbstbefruchtung führt also erfolgreich zum Samenansatz.
Die Diasporen, es sind die Hagebutten, werden gefressen und die Samen werden unverdaut wieder ausgeschieden (Verdauungsausbreitung).

## Vorkommen und Gefährdung

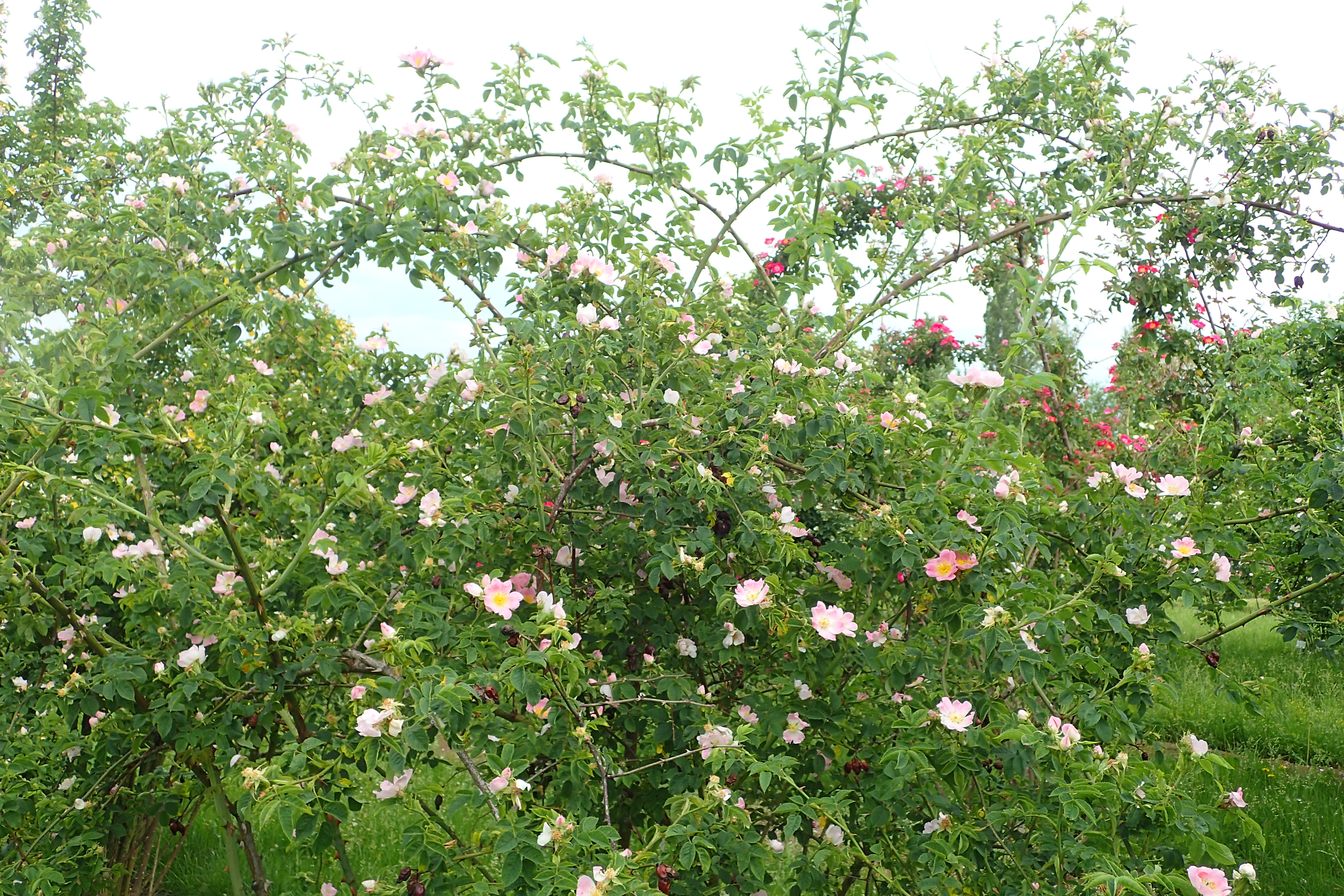
Ein Strauch der Rosa caesia var deludens im Rosarium Sangerhausen

Es gibt Fundorte der Lederblättrigen Rose von Spanien über Frankreich, Belgien und den Niederlanden bis Deutschland, Österreich und die Schweiz bis Italien inklusive Sizilien, von England, Dänemark, Schweden, Norwegen sowie Finnland über den europäischen Teil Russlands und die Baltischen Staaten bis zur Ukraine und Kaukasien, von Polen sowie Ungarn über die frühere Tschechoslowakei, das frühere Jugoslawien, Bulgarien und Rumänien bis Griechenland. Die Lederblättrige Rose ist ein präalpin-nordeuropäisches Florenelement. Die Hauptverbreitung nach Oberdorfer ist präalpid, also im montan-subalpinen Laub- und Nadelwaldgebiet der süd-, mittel- und osteuropäischen Hochgebirge. Sie ist in Europa von Spanien über Mitteleuropa bis Nordeuropa und bis zum nördlichen Kaukasusraum verbreitet. Sie besiedelt die Bergländer Nord-, Mittel- und Osteuropas und der Britischen Inseln.
In Deutschland kommt die Lederblättrige Rose in Schleswig-Holstein und an der Elbe zerstreut, in der Mitte und im Süden selten, etwas häufiger nur in der östlichen Eifel, am Vogelsberg, im Nördlinger Ries und dessen Umgebung vor.
In der roten Liste der gefährdeten Pflanzenarten Deutschlands von 1996 gilt die Lederblättrige Rose als nicht gefährdet. In den deutschen Bundesländern ist sie in Hessen sowie Rheinland-Pfalz potentiell gefährdet; in Baden-Württemberg, Brandenburg sowie Sachsen gefährdet; in Bayern, Sachsen-Anhalt sowie Thüringen nicht gefährdet; in Mecklenburg-Vorpommern, Niedersachsen sowie Schleswig-Holstein stark gefährdet und in Hamburg ist sie vom Aussterben bedroht.
In der roten Liste der gefährdeten Pflanzenarten der Schweiz gilt die Lederblättrige Rose als nicht gefährdet. Aber im östlichen Jura und im Mittelland wird sie als stark gefährdet bewertet. In der Schweiz ist die Lederblättrige Rose in Schaffhausen sowie Waadt vollständig geschützt.
In Österreich kommt die Lederblättrige Rose in der montanen Höhenstufe zerstreut vor und fehlt nur im Burgenland sowie Wien.
Die Lederblättrige Rose gedeiht am besten auf kalkreichen, steinigen Lehmböden. Sie besiedelt sonnige Wälder, Feldhecken und Lesesteinhaufen. Sie kommt in Pflanzengesellschaften des Verbands Berberidion vor, oft im Corylo-Rosetum vosagiacae.
Die Zeigerwerte nach Ellenberg sind: Lichtzahl L8 = Halblicht- bis Volllichtpflanze; Temperaturzahl T6 = Mäßigwärme- bis Wärmezeiger; Kontinentalitätszahl K3 = ozeanisch bis subozeanisch, See- bis gemäßigtes Seeklima zeigend; Feuchtezahl F3 = Trockenheitszeiger; Feuchtewechsel = keinen Wechsel der Feuchte zeigend; Reaktionszahl R8 = Schwachbasen- bis Basen-/Kalkzeiger; Stickstoffzahl N3 = Stickstoffarmut anzeigend, auf stickstoffarmen Standorte häufiger; Salzzahl S0 = nicht salzertragend; Schwermetallresistenz: nicht schwermetallresistent.

## Systematik
Die Erstbeschreibung von Rosa caesia erfolgte 1812 durch James Edward Smith in English Botany, 33, Tafel 2367. Synonyme für Rosa caesia Sm. sind: Rosa acharii subsp. caesia (Sm.) Almq., Rosa bellevallis Déségl., Rosa bovernieriana Déségl., Rosa bractescens Woods, Rosa celerata Baker, Rosa cerasifera Timb.-Lagr., Rosa complens Almq., Rosa coriifolia Fr., Rosa cryptopoda Baker, Rosa dybowskii Heinr.Braun, Rosa friesii Cottet non Scheutz, Rosa kerneri Heinr.Braun, Rosa laxa P.Lambert non Retz., Rosa leopoliensis Błocki, Rosa monticola Rapin, Rosa ostensa Gren., Rosa pilosula (Christ) Dalla Torre & Sarnth., Rosa pruinosa Baker, Rosa pseudopsis Gremli, Rosa pycnacantha (Borbás) Heinr.Braun, Rosa saxetana Heinr.Braun, Rosa subcoriifolia W.Barclay, Rosa tristis Déségl., Rosa vagiana Crép., Rosa watsonii Baker, Rosa afzeliana subsp. coriifolia (Fr.) R.Keller & Gams nom. illeg., Rosa canina subsp. coriifolia (Fr.) Leffler, Rosa coriifolia subsp. cinerea (Rapin) Gremli, Rosa dumalis subsp. coriifolia (Fr.) P.Fourn., Rosa glauca subsp. coriifolia (Fr.) E.P.Perrier.
Rosa caesia gehört zur Untersektion Caninae aus der Sektion Caninae in der Untergattung Rosa innerhalb der Gattung Rosa.

## Nutzung
Die Lederblättrige Rose wird als Zierpflanze verwendet.

## Trivialnamen in anderen Sprachen
Trivialnamen in anderen Sprachen sind: französisch Rosier à feuilles coriaces und italienisch Rosa bluastra.